# Conopophila
Conopophila is een geslacht van zangvogels uit de familie honingeters (Meliphagidae).

## Soorten
Het geslacht kent de volgende soorten:
- Conopophila albogularis – Roodborsthoningeter
- Conopophila rufogularis – Roodkeelhoningeter
- Conopophila whitei – Blauwgrijze honingeter